# 林多玫
林多玫（： Im Dami，1988年10月17日—） （页面存档备份，存于）是一位韩国裔澳大利亚创作型女歌手。她出生于韩国漢城（現名首尔），9岁时随家人移民至澳大利亚。2010年，曾发行过一张个人福音专辑《Dream》。2013年，林多玫参加了澳大利亚真人选秀节目“X音素”，并获得冠军，成为首位获得此节目冠军的亚裔歌手。她在夺冠后最终与澳洲索尼音乐签下唱片合约，被称作“首个亚裔澳大利亚流行巨星”。
获得X音素冠军后，林多玫发行了自己的夺冠单曲，发行后首周即登上澳大利亚单曲排行榜冠军。之后她发行了一张同名录音室专辑，首周即获得澳大利亚专辑排行榜冠军，并最终获得澳大利亚唱片业协会的白金唱片认证。她也因此成为澳大利亚版X音素的各位参赛者中，首位获得冠军单曲和冠军专辑的歌手。林多玫的第三张专辑《Heart Beats》于2014年发行，进入排行榜前十，其中的两支单曲《Super Love》和《Gladiator》进入排行榜前二十位。
2016年，林多玫代表澳大利亚参加了在瑞典斯德哥尔摩举办的欧洲歌唱大赛，凭借歌曲沉默之聲获得当届大赛亚军。她也是首位参加欧洲歌唱大赛的韩裔歌手。

## 早年生活
林多玫于1988年10月17日出生于韓國漢城，父亲林东日（Im Dong-eal，音译）是一位商人，母亲李海潤（Lee Hae-yun，音译）是一位受过专业训练的歌剧演员。她是家中的长女，还有一个弟弟肯尼（Kenny Im）。林多玫自5岁开始学习钢琴，还模仿自己喜爱的歌手自学唱歌。林多玫9岁时，父母希望两个孩子能获得更好的成长环境，于是母亲带着她和弟弟一同移民至澳大利亚，暂住在布里斯班的叔父家。林多玫的父亲则留在韩国工作赚钱养家，只有假期时才能与家人团聚。林多玫初到澳大利亚时不懂英语，无法融入学校。她通过看动画、听辣妹合唱團和玛丽亚·凯莉等歌手演唱的流行音乐学会了英语，还靠着出色的钢琴技艺逐渐融入学校。
林多玫11岁时，开始在格里菲斯大學旗下的青年音乐艺术学校学习。她参加了澳大利亚全国的“雅马哈青年钢琴大赛”（Yamaha Youth Piano Competition）进入决赛，还曾获得了格里菲斯大学的音乐奖学金，并多次在昆士兰州钢琴大赛（Queensland Piano Competition）中夺冠。2005年，林多玫从洛根市雏菊山的约翰·保罗学院（John Paul College）毕业。在学校期间，她虽然会在自己房间中模仿歌手学习唱歌，但从不在学校唱歌，只是在合唱团中演奏钢琴伴奏，还在学校弦乐团中演奏小提琴。高中毕业后，林多玫接受了父母的建议，在追求歌唱事业之前先进入昆士兰大学学习。2009年，林多玫从昆士兰大学毕业，获得一等音乐学士学位。之后她又在格里菲斯大学获得了当代声乐方向的文学硕士学位。在参加X音素之前，林多玫是一位教师，教授音乐和钢琴课程。

## 事业

### 2010－2012：早期事业
林多玫曾在在韩国的基督教青年夏令营中演唱，短暂作过福音歌手。在此期间，她在2010年发行个人首张录音室专辑，收录了九首福音歌曲，收入主要用作教会事业捐款。2011年7月，林多玫重新发行这张专辑，新增了两首英文歌曲；12月时又发行了一张圣诞迷你专辑，收录七首歌曲。2012年7月，林多玫发行了自己的第二张迷你专辑，其中收录了五首歌曲。

### 2013：澳大利亚版X音素
2013年，林多玫参加了澳大利亚版X音素第五季的海选，演唱了玛丽亚·凯莉的歌曲《Hero》，成功被节目选中，进入节目的“超级训练营”。在“超级训练营”中，林多玫被划分入“25岁以下女歌手”组。之后节目组更改了组别的划分，将她划入“24岁以上歌手”组，但她随后即被淘汰。然而之后节目中一名选手退赛，林多玫又重新回到比赛中，进入之后的“返乡轮”。“返乡轮”的客座评委凯莉·米洛选择她和另外数位选手一同晋级下一轮直播淘汰赛，由观众投票决定冠军归属。
在直播淘汰赛中，林多玫的表现震撼了评委，首场表演演唱了U2乐队的《One》，被评委娜塔莉·巴辛思韦特称为“当晚最好的演唱”。她表演的版本也在随后进入澳大利亚单曲排行榜第42位。之后各场表演中，林多玫连续多次获得评委的一致起立鼓掌致意，她在前七周演唱的《Purple Rain》（王子原唱）登上澳大利亚单曲榜第29位；《Don't Leave Me This Way》（希尔玛·休斯顿版本）进入第67位；《Roar》（凯蒂·派瑞原唱）进入第44位；《Best of You》（喷火战机乐队原唱）进入第78位；《Bridge over Troubled Water》（西蒙和加芬克尔原唱）进入第15位；《Clarity》（Zedd原作）进入第77位。在第八周的淘汰赛中，林多玫表演了约翰·法汉姆的《You're the Voice》，但表现不尽如人意，获得了评委的负面评价。她演唱的版本也是在淘汰赛中首次未进入澳大利亚单曲榜。但在第九周，她的表演又重新得到了评委和观众的认可，她演唱的《Saving All My Love for You》（惠特尼·休斯顿原唱）进入澳大利亚单曲榜第85位，《Wrecking Ball》（麦莉·赛勒斯原唱）登上第61位。
2013年10月27日，X音素总决赛中，林多玫演唱了海选时演唱的《Hero》、原创夺冠单曲《Alive》和《And I Am Telling You I'm Not Going》三首歌曲。她在当晚的表演获得了评委的一致高度评价和起立鼓掌致意。她表演的《And I Am Telling You I'm Not Going》也在随后进入澳大利亚单曲榜第29位，《Hero》进入第62位。评委Redfoo评价她当晚的表演是自己“一生中见过最好的事情”；评委丹妮·米洛则称赞她的表演是“世界级”水准。次日的结果揭晓夜上，节目宣布林多玫成为当季总冠军。她在当晚再次演绎了《Purple Rain》。林多玫也是首位获得澳大利亚版X音素冠军的亚裔歌手。

#### X音素上的表演
表示表演的歌曲进入澳大利亚单曲榜
 表示最终夺冠
| 比赛轮次     | 表演歌曲                           | 比赛主题       | 结果             |
| ------------ | ---------------------------------- | -------------- | ---------------- |
| 海选         | Hero                               | 不適用         | 晋级“超级训练营” |
| 超级训练营   | I'm with You                       | 不適用         | 晋级“返乡轮”     |
| 超级训练营   | Next to Me                         | 不適用         | 晋级“返乡轮”     |
| 返乡轮       | If I Were a Boy                    | 不適用         | 晋级直播淘汰赛   |
| 淘汰赛第1周  | One                                | 评委选择       | 晋级             |
| 淘汰赛第2周  | Purple Rain                        | 传奇歌手       | 晋级             |
| 淘汰赛第3周  | Don't Leave Me This Way            | 十强单曲       | 晋级             |
| 淘汰赛第4周  | Roar                               | 最新热门       | 晋级             |
| 淘汰赛第5周  | Best of You                        | 摇滚           | 晋级             |
| 淘汰赛第6周  | Bridge over Troubled Water         | 家庭英雄       | 晋级             |
| 淘汰赛第7周  | Clarity                            | 评委挑战       | 晋级             |
| 淘汰赛第8周  | You're the Voice                   | 澳大利亚周     | 晋级             |
| 淘汰赛第9周  | Saving All My Love for You         | 力量与激情     | 晋级             |
| 淘汰赛第9周  | Wrecking Ball                      | 力量与激情     | 晋级             |
| 淘汰赛第10周 | Hero                               | 海选歌曲       | 晋级             |
| 淘汰赛第10周 | And I Am Telling You I'm Not Going | 最后机会       | 晋级             |
| 淘汰赛第10周 | Alive                              | 夺冠单曲       | 晋级             |
| 淘汰赛第10周 | Purple Rain                        | 淘汰赛精彩重现 | 冠军             |

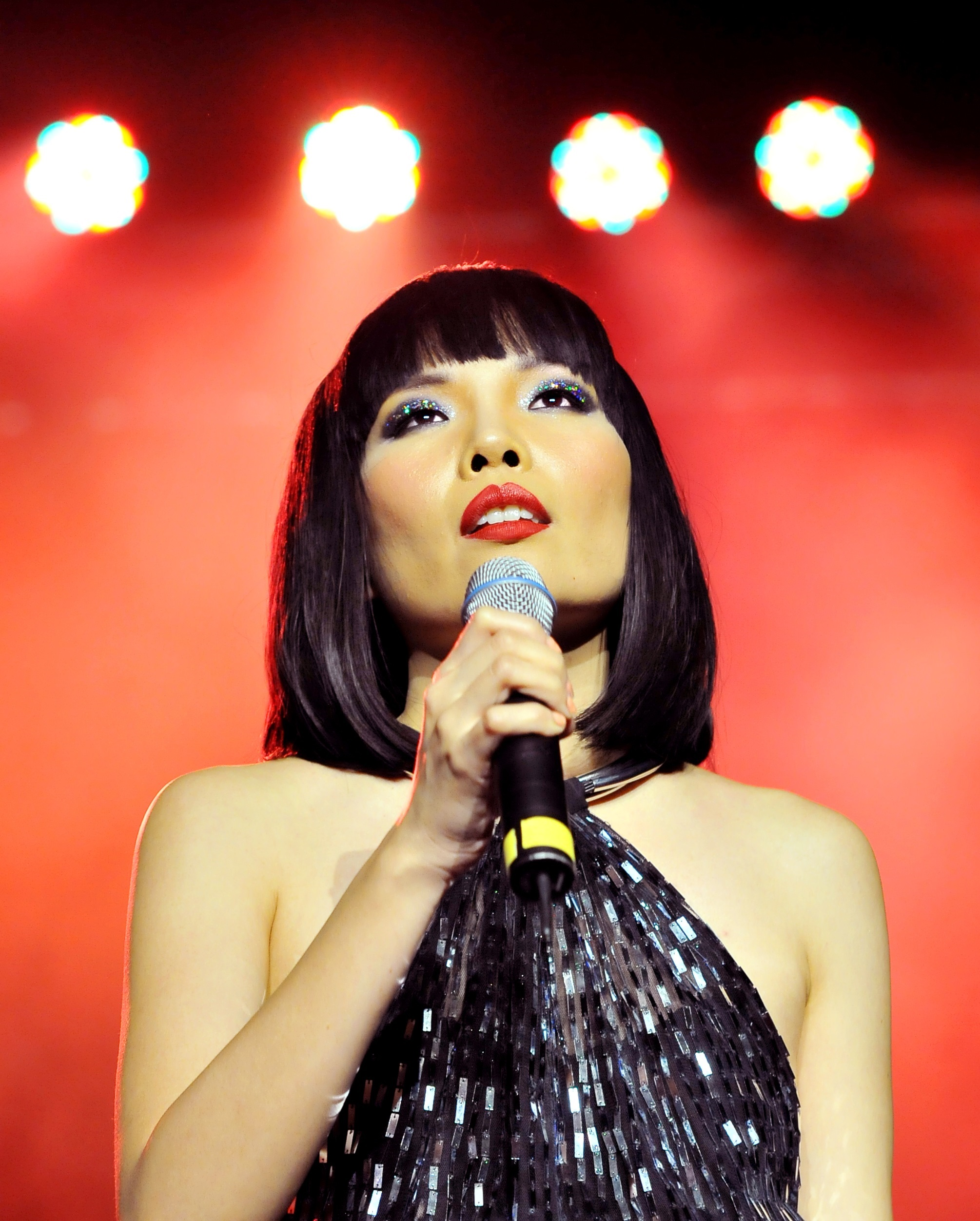
2013年11月，林多玫在X音素巡回演唱会中表演

在获得X音素冠军后，林多玫发行了她的夺冠单曲《Alive》，并与澳洲索尼音乐签下唱片合约。《Alive》发行之后四天即登上澳大利亚单曲排行榜冠军。这支单曲售出超过70,000张，获得了澳大利亚唱片业协会的白金单曲认证。2013年11月15日，林多玫发行了自己的第二张专辑《Dami Im》，其中收录了她在X音素中演唱歌曲的录音室版本。这张专辑发行首周登上澳大利亚专辑排行榜冠军，售出超过70,000张，被澳大利亚唱片业协会认证为白金专辑。她也凭此成为澳大利亚X音素的所有参赛者中，在赛后获得澳洲冠军单曲和冠军专辑的第一人。2013年11月到12月间，林多玫和当季比赛的其他四位五强选手一同参加了“X音素巡回演唱会”，在澳大利亚各地巡回演出。2013年12月，她与澳大利亚的儿童慈善组织“慈爱澳洲”（Compassion Australia）合作，成为该组织的形象大使。

### 2014－2015：《Dami Im》与《Heart Beats》
2014年1月，林多玫与泰勒·亨德森、杰西卡·麦尔白、正義舞團、納撒尼爾·威勒姆瑟和薩曼莎·傑德五组澳大利亚艺人合作，发行了翻唱单曲《I Am Australian》以庆祝澳大利亚国庆日。这首歌曲在澳大利亚单曲榜上最高排名第51位。林多玫随后又翻唱了桃莉·巴頓的歌曲《Jolene》，于3月发行，但未能登上排行榜。
2014年10月，林多玫曾代表澳大利亚参加当年的亚广联电视歌谣节。10月17日，林多玫发行了第三张录音室专辑《Heart Beats》。专辑发行后首周进入澳大利亚专辑榜第7位，成为她的第二张进入排行榜十强的专辑。专辑中的两支单曲《Super Love》和《Gladiator》都登上澳大利亚单曲榜第11位。《Super Love》还进入韩国Gaon单曲榜第16位，之后又被澳大利亚唱片业协会认证为白金单曲。《Gladiator》也售出超过35,000张，被认证为金唱片。2014年12月，林多玫参加了约翰·传奇巡演的澳大利亚各站，以嘉宾身份登台演唱。
2015年5月，林多玫发行了单曲《Smile》，登上澳大利亚单曲排行榜第48位。

### 2016：欧洲歌唱大赛、《Classic Carpenters》

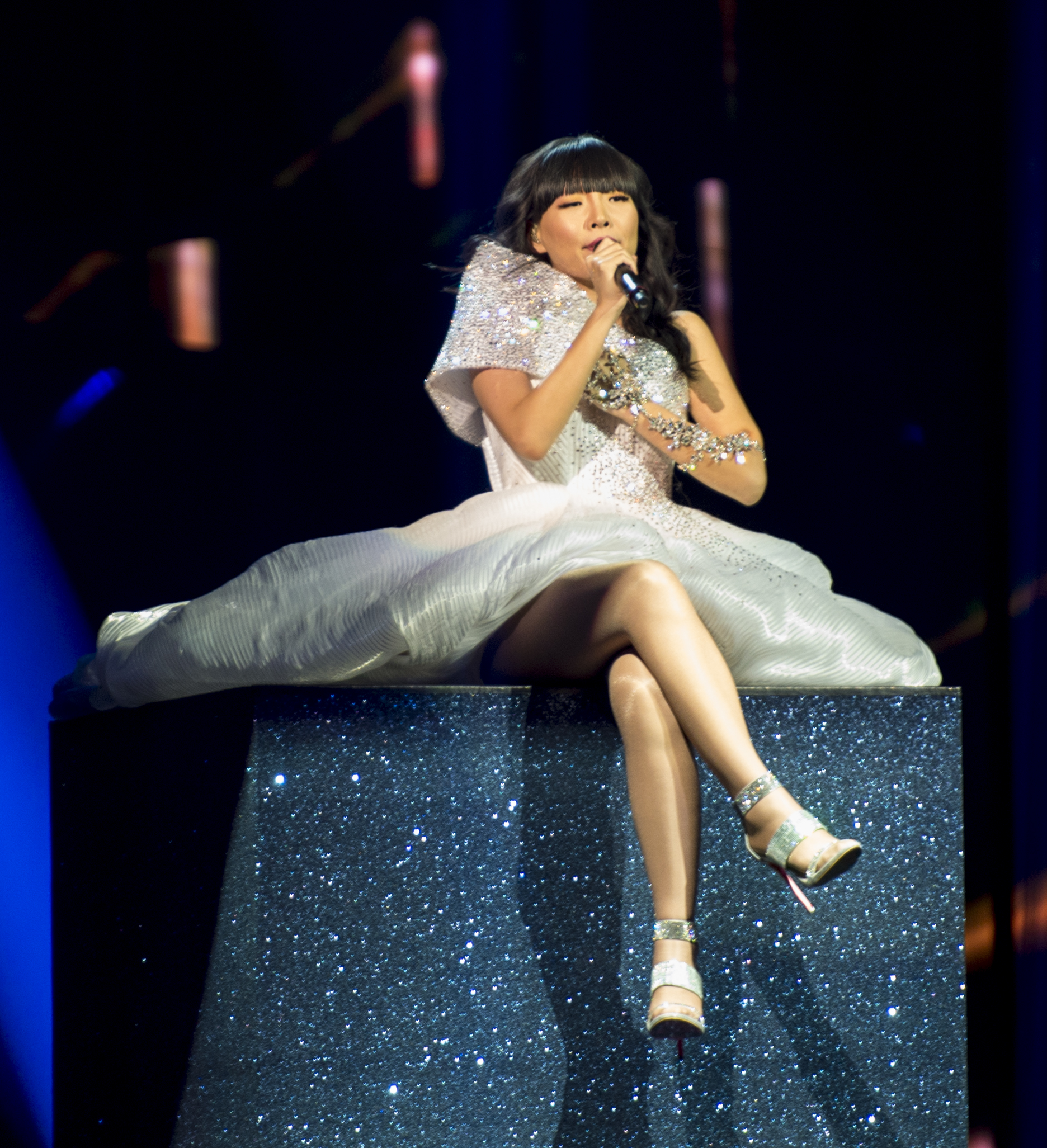
林多玫在2016年欧洲歌唱大赛第二场半决赛的彩排中表演

2016年3月3日，澳大利亚宣布林多玫将代表该国参加2016年欧洲歌唱大赛，她将在比赛中演唱歌曲《沉默之聲》。她也因此成为首位参加欧洲歌唱大赛的韩裔歌手。林多玫参加了两场半决赛中的第二场，在该场半决赛中第十个出场，最终获得330分，以该场半决赛第一的身份进入总决赛。在5月14日的总决赛中，林多玫第13个出场表演。最终的结果中，她获得各国专业评委给出的320分，在专业评委分数中排名第一位；同时还获得观众投票给出的191分，在观众投票分数中排名第四位。最终林多玫以511分的总成绩，仅次于乌克兰歌手贾玛拉的534分，获得大赛的亚军。这是澳大利亚自2015年参赛后获得的最佳成绩。赛后，她表示没有在欧洲进一步发展的计划，将稍作休整，并将赴乌干达参加“慈爱澳洲”的慈善活动。
2016年4月，林多玫还发行了一张翻唱专辑《Classic Carpenters》，其中收录了她翻唱的卡彭特乐队数首经典名曲。

## 艺术特色
林多玫认为自己对歌唱的热爱源自韓國流行音樂的启发。而她的艺术特色则受到碧昂丝、玛丽亚·凯莉、诺拉·琼斯、肯妮·貝兒、克里斯·汤姆林和寶兒等人的影响。除此之外，她也曾表示过对李笛、金東律等歌手的喜爱。除了歌唱之外，林多玫还演奏小提起和钢琴，并参与了自己歌曲的创作。《Heart Beats》专辑中的8首歌曲是由她与他人合作创作完成的。

## 个人生活
林多玫是基督教徒，2012年9月在首尔与自己的儿时好友，同是基督教徒的诺亚·金（Noah Kim）结为夫妻。夫妇二人婚后住在洛根市郊区的雏菊山。2013年10月，林多玫獲選為洛根市文化大使，并从市长帕姆·帕克（Pam Parker）手中接下象征性的城市钥匙。

## 音乐作品
迷你专辑
- 《Snow & Carol》（2011）（仅在韩国发行）
- 《Intimacy》（2012）（仅在韩国发行）

录音室专辑
- 《Dream》（2010）（仅在韩国发行）
- 《Dami Im》（2013）
- 《Heart Beats》（2014）
- 《Classic Carpenters》（2016）

## 巡回演唱会
担任主唱
- X音素巡回演唱会（The X Factor Live Tour）（2013）[59]
- Yesterday Once More巡回演唱会（2016）[85]

担任嘉宾
- Nova's Red Room全球演唱会（2014年第一季）[86]
- 约翰·传奇“All of Me巡回演唱会”（2014）：澳大利亚站[70]

## 获奖和提名
| 年份 | 奖项                              | 提名奖项                          | 结果 |
| ---- | --------------------------------- | --------------------------------- | ---- |
| 2013 | Poprepublic.tv奖                  | 2013年突破艺人                    | 提名 |
| 2013 | Poprepublic.tv奖                  | 2013年最受欢迎专辑（《Dami Im》） | 提名 |
| 2014 | 澳大利亚唱片业协会榜单冠军奖 （） | 冠军专辑（《Dami Im》）           | 獲獎 |
| 2014 | 澳大利亚唱片业协会榜单冠军奖 （） | 冠军单曲（《Alive》）             | 獲獎 |
| 2014 | 世界音乐奖                        | 世界最佳女艺人                    | 提名 |
| 2014 | 世界音乐奖                        | 世界最佳现场表演                  | 提名 |
| 2014 | 世界音乐奖                        | 世界年度最佳艺人                  | 提名 |
| 2014 | 世界音乐奖                        | 世界最佳歌曲（《Alive》）         | 提名 |
| 2014 | 《》杂志风趣大胆韵味女性奖 （）   | 风趣大胆韵味年度女性              | 獲獎 |
| 2014 | 《》杂志风趣大胆韵味女性奖 （）   | 风趣大胆韵味女性歌手              | 獲獎 |
| 2014 | 澳洲 Channel [V] 大奖             | [V] 年度澳洲艺人                  | 提名 |